# Bob Woodward
Bob Woodward (sinh ngày 26 tháng 3 năm 1943 ở Geneva, Illinois, Hoa Kỳ) là một phóng viên báo chí. Ông đã làm việc cho tờ The Washington Post từ năm 1971 và hiện là một biên tập viên của báo này. Lúc còn là một phóng viên trẻ cho báo Washington Post vào năm 1972, ông đã cùng Carl Bernstein đã thực hiện nhiều điều tra, nhưng không phải tất cả các tin tức gốc về vụ Watergate. Vụ bê bối này đã dẫn đến việc nhiều điều tra của chính quyền và dẫn đến sự từ chức của tổng thống Richard Nixon. Gene Roberts, cựu biên tập chính của The Philadelphia Inquirer và cựu tổng biên tập của The New York Times đã gọi công việc của Woodward và Bernstein "có lẽ là nỗ lực báo chí đơn lẻ vĩ đại nhất mọi thời đại."